# Игэн, Уолтер
Уолтер Юджин Игэн (англ. Walter Eugene Egan; 2 июня 1881, Чикаго, Иллинойс — 12 сентября 1971, Монтерей, Калифорния) — американский гольфист, чемпион летних Олимпийских игр 1904.
На Играх 1904 в Сент-Луисе участвовал в двух турнирах. В командном он занял 19-е место, и в итоге его команда стала первой и выиграла золотые награды. В одиночном разряде он занял 4-е место в квалификации, но пройдя в плей-офф, закончил соревнование уже в первом раунде.
Вместе с ним на Играх выступал его брат Чендлер Игэн.